# کایلی مینوگ
کایلی آن مینوگ AO OBE (انگلیسی: Kylie Ann Minogue؛ زادهٔ ۲۸ مهٔ ۱۹۶۸) خواننده، ترانه‌سرا و بازیگر استرالیایی است. او با ایفای نقش در سریال همسایه‌ها شناخته شد. از آن زمان، مینوگ فعالیتش در موسیقی را آغاز کرد و موفقیت تجاری و تحسین منتقدان را در صنعت سرگرمی به دست آورد و از او به عنوان «پرنسس پاپ» و «الهه پاپ» یاد می‌شود. نخستین تک‌آهنگ او، «لوکوموشن»، هفت هفته در صدر جدول موسیقی تک‌آهنگ‌های استرالیا قرار داشت و پرفروش‌ترین تک‌آهنگ دههٔ ۱۹۸۰ گشت. این امر منجر به بستن قرارداد با ترانه‌سراها و تهیه‌کنندگان استاک، آیتکن اند واترمن شد. آلبوم آغازین او، کایلی (۱۹۸۸)، و تک‌آهنگ «من باید خیلی خوش‌شانس باشم»، هر دو، به رتبهٔ یک در بریتانیا رسیدند و در طی دو سال آتی، ۱۳ تک‌آهنگ آغازینش به ده ترانه برتر بریتانیا راه یافتند. نخستین فیلم سینمایی او، متخلفان (۱۹۸۹)، علی‌رغم نقدهای منفی، از فیلم‌های موفق در جدول‌های فیلم در استرالیا و بریتانیا بود.
مینوگ که در آغاز به عنوان یک دختر همسایه‌ای معرفی می‌شد، سعی کرد تا از سبکی بزرگسالانه‌تری در موسیقی و وجههٔ اجتماعی‌اش استفاده کند. تک‌آهنگ‌هایش به خوبی مورد استقبال واقع شدند، اما پس از ۴ آلبوم، آمار فروش او رو به کاهش نهادند و او استاک، آیتکن اند واترمن را در ۱۹۹۲ ترک گفت تا بخش تازه‌ای از حرفهٔ خود را به عنوان یک اجراکنندهٔ مستقل شروع کند. تک‌آهنگ بعدی او، «به من اعتماد کن»، در ۱۹۹۴ در استرالیا به رتبهٔ یک رسید و در بسیاری از کشورهای اروپایی یک ترانهٔ موفق بود، ضمن این‌که یک هم‌خوانی با نیک کیو، «آن‌جا که رزهای وحشی می‌رویند»، اعتبار هنری بیشتری را برای او رقم زد. با الهام‌گرفتن از گستره‌ای از سبک‌های موسیقی و هنرمندان، او کنترل خلاقانه‌ای را بر ترانه‌سرایی آلبوم بعدی خود، شاه‌دخت ناممکن (۱۹۹۷) اجرا کرد. گرچه این آلبوم از دریافت نقدهای کاملاً متقاعدکننده یا میزان فروش بالا ناتوان بود اما در استرالیا به موفقیت رسید.
مینوگ در سال ۲۰۰۰ با تک‌آهنگ «اسپینیگ اراوند» و آلبوم سال‌های نوری که جهت‌گیری به سمت سبک دنس داشت، باز هم به محبوبیت رسید و در افتتاحیه و اختتامیهٔ المپیک ۲۰۰۰ سیدنی به اجرا پرداخت. نماهنگ‌های او شخصیتی شهوت‌انگیزتر و سبک‌تر را نشان می‌دادند و پس از آن، تک‌آهنگ‌های موفق متعددی برای مینوگ رقم خورد. «نمی‌تونم تو رو از سرم بیرون کنم» در بیش از ۴۰ کشور دنیا به رتبهٔ یک رسید و آلبوم تب (۲۰۰۱) در دنیا، از جمله ایالات متحده، جایی که مینوگ پیش‌تر کم‌تر در آن شناخته‌شده بود، به موفقیت بالایی رسید. مینوگ شروع به اجرای یک تور کنسرت را داشت که با تشخیص سرطان سینه‌اش در سال ۲۰۰۵ لغو شد. پس از عمل جراحی و شیمی‌درمانی، او در سال ۲۰۰۶ با دختر نمایش: تور بازگشت به خانه به حرفه‌اش بازگشت. دهمین آلبوم استودیویی او، اکس در سال ۲۰۰۷ عرضه شد و پس از آن تور کایلی‌اکس ۲۰۰۸ به اجرا درآمد. در سال ۲۰۰۹، نخستین تور آمریکا و کانادای او با عنوان تور برای تو، برای من آغاز شد.
مینوگ به فروش بالغ بر ۸۰ میلیون نسخه از آثارش در جهان رسیده‌است، و جوایز برجستهٔ متعددی را کسب کرده‌است از جمله چندین جایزهٔ ای‌آرآی‌ای و جایزهٔ بریت و یک جایزهٔ گرمی. مینوگ در کارنامه‌اش چندین تور کنسرت موفق را دارد و یک جایزهٔ مو را برای «هنرمند سال استرالیا» برای اجراهای زنده‌اش کسب کرده‌است. او چندین نشان از جمله افسر نشان استرالیا، افسر نشان امپراتوری بریتانیا، شوالیهٔ نشان هنر و ادب و دکترای افتخاری علم بهداشت را دارد.

## زندگی و حرفه

### ۱۹۶۸–۱۹۸۶: دوران کودکی و آغاز حرفه
کایلی آن مینوگ در بیمارستان بیت لحم در ملبورن استرالیا، در ۲۸ مه ۱۹۶۸ به دنیا آمد. کایلی، نخستین فرزند رونالد چارلز مینوگ، حسابداری با تبار ایرلندی و کرول ان (نی جونز)، یک رقصنده باله از ماستگ ولز است. هر دو والدین در سال ۱۹۵۸ به عنوان بخشی از یک طرح مهاجرت کمکی به استرالیا نقل مکان کرده بودند. مینوگ نیز از تبار انگلیسی و ولزی است. او بزرگ‌ترین فرزند از سه فرزند است: خواهر او، دنی مینوگ، هم‌چنین یک خوانندهٔ پاپ و بازیگر است. برادر او، برندن، به عنوان یک عکاس خبری در استرالیا کار می‌کند. خانواده او اغلب در حومه‌های مختلف ملبورن نقل مکان می‌کردند تا مخارج زندگی خود را تأمین کنند. کایلی اغلب در خانه می‌ماند و می‌خواند، خیاطی می‌کرد و نواختن ویولن و پیانو را یادمی‌گرفت. فرزندان مینوگ در سری هیلیز ویکتوریا بزرگ شدند و در دبیرستان کمبرول آموزش دیدند.
خواهران مینوگ، فعالیتشان را از کودکی در تلویزیون استرالیا شروع کردند. کایلی از یازده سالگی در نمایش‌های تلویزیونی مانند سالیون‌ها و راه‌های هوایی ظاهر شد و در ۱۹۸۵ در یکی از نقش‌های اصلی فرزندان هندرسون به ایفای نقش پرداخت. او که علاقه‌مند به دنبال کردن یک حرفه با محوریت موسیقی بود یک نوار آزمایشی را برای تهیه‌کنندهٔ برنامهٔ موسیقی هفتگی زمان استعداد جوانی درست کرد. که در آن دنی یک اجراکنندهٔ عادی بود. کایلی نخستین اجرای خوانندگی خود را در تلویزیون در طی برنامه در ۱۹۸۵ داشت اما برای پیوستن به بازیگران دعوت نشد. موفقیت دنی، فعالیت‌های موفق هنرپیشگی کایلی را در سایهٔ خود قرار داد، تا زمانی که کایلی در همسایه‌ها در سال ۱۹۸۶ در نقش شارلین رابینسون، یک دخترمدرسه، بازی کرد. همسایه‌ها در بریتانیا به شهرت رسید و یک داستان که رابطه‌ای عاشقانه را میان اسکات و شارلین رقم زد (این نقش توسط جیسون داناوان بازی می‌شد)، با اوج گرفتن این داستان، در یک اپیزود عروسی در ۱۹۸۷ توجه ۲۰ میلیون بینندهٔ بریتانیایی به او جلب شد.
شهرت او در استرالیا هنگامی که در یک رویداد موفق به کسب چهار جایزه لوگی شد به همگان نشان داده شد. او جوان‌ترین دریافت‌کنندهٔ «گولد لوگی» به عنوان «مشهورترین اجراکنندهٔ تلویزیونی» کشور بود که البته نتایج با رأی مردم مشخص می‌شد.

### ۱۹۸۷–۹۲: استاک، آیتکن اند واترمن و کایلی
دیگر اعضای گروه بازیگری «همسایه‌ها» برگزار شد، مینوگ، ترانهٔ «من تو را دارم عزیزم» را با همراهی جان واترز و «لوکو-موشن» را به عنوان یک اجرای درخواستی دوباره، اجرا کرد و پس از آن قراردادی را با ماشروم رکوردز در سال ۱۹۸۷ امضا کرد.
این ترانه که نخستین تک‌آهنگ او بود، هفت هفته در صدر جدول موسیقی استرالیا قرار داشت؛ ۲۰۰٬۰۰۰ نسخه از آن به فروش رفت و پرفروش‌ترین تک‌آهنگ دههٔ ۱۹۸۰ میلادی شد، و مینوگ، جایزهٔ ای‌آرآی‌ای را به خاطر پرفروش‌ترین تک‌آهنگ سال دریافت کرد.
این موفّقیت موجب شد که مینوگ با مدیر اجرایی ماشروم رکوردز، گری اشلی، به منظور همکاری با استاک، آیتکن اند واترمن به لندن سفر کند. آن‌ها اطلاعات کمی از این خواننده داشتند و فراموش کرده بودند که کایلی در حال آمدن است، در نتیجه ترانهٔ «من باید خیلی خوش‌شانس باشم» را در زمانی که مینوگ بیرون از استودیو منتظر بود نوشتند.
این ترانه در بریتانیا، استرالیا، آلمان، فنلاند، سوییس، اسرائیل، و هنگ کنگ به رتبهٔ یک رسید و در بسیاری از مناطق دنیا به یکی از ترانه‌های موفق تبدیل شد. مینوگ، برندهٔ دومین جایزهٔ ای‌آرآی‌ای خود، برای پرفروش‌ترین تک‌آهنگ سال شد و یک «جایزهٔ موفقیت ویژه» را نیز دریافت کرد.
نخستین آلبوم او با نام کایلی که مجموعه‌ای از ترانه‌های دنس-پاپ بود، بیش از یک سال در جدول موسیقی آلبوم‌های بریتانیا قرار داشت که شامل هفته‌های متعدد در ردهٔ اول بود. این آلبوم در آمریکا به درجهٔ طلا رسید و تک‌آهنگ آن، «لوکو-موشن» در بیلبورد هات ۱۰۰ به رتبهٔ ۳ رسید، و در جدول آلبوم‌های کانادایی به رتبهٔ یک رسید. «آن راز نیست» تنها در آمریکا عرضه شد و در اوایل ۱۹۸۹ به رتبهٔ ۳۷ رسید، و «آن را به عشق تبدیل کن» در ژاپن به عنوان یک تک‌آهنگ عرضه شد و به رتبهٔ یک رسید.
در ژوئیهٔ ۱۹۸۸، «باید مطمئن باشم» به سومین تک‌آهنگ پیاپی مینوگ تبدیل شد که در جدول موسیقی استرالیا به رتبهٔ یک می‌رسید، و در ادامهٔ آن سال، او به قصد تمرکز بر حرفهٔ موسیقی‌اش همسایه‌ها را ترک گفت. جیسون دانوون اظهار داشت که «وقتی بینندگان او را بر صفحهٔ تلویزیون می‌دیدند دیگر شارلین مکانیک را نمی‌دیدند؛ آن‌ها کایلی را به عنوان یک ستارهٔ پاپ می‌دیدند.» ترانهٔ «مخصوصاً برای تو» که یک همخوانی از کایلی و جیسون داناوان بود در اوایل ۱۹۸۹ تقریباً به فروشی یک میلیونی در بریتانیا دست یافت. یکی از منتقدان به نام کوین کیلیان نوشت: «بسیار بد… موجب شد ترانهٔ عشق بی‌پایان دایانا راس و لیونل ریچی، به مانند صدای ماهلر باشد.» او گاهی در طی سال‌های آتی از سوی منتقدان منفی‌اش، با واژهٔ طوطی آوازه‌خوان ارجاع داده می‌شد، با این وجود نقد کریس ترو دربارهٔ آلبوم کایلی برای آل میوزیک گاید با ذکر کردن این‌که «جذابیت وی، این ترانه‌های به نسبت بی‌روح را قابل تحمل می‌کند» بیان می‌کرد که جذبهٔ مینوگ، از محدودیت‌های موسیقی او پیشی گرفته‌است.
آلبوم بعدی او، خوش بگذران که شامل چندین تک‌آهنگ موفق بود، از جمله ترانهٔ رتبه یکی «دست بر قلبت» در بریتانیا، هم در بریتانیا و هم اروپا، نیوزیلند، آسیا و استرالیا به موفقیت رسید، اما در شمال آمریکا به فروش خوبی نرسید و شرکت آمریکایی طرف قرارداد او، گفن رکوردز از ادامهٔ همکاری با کایلی منصرف شد. کایلی، نخستین کنسرت خود را با نام تور خوش بگذران در بریتانیا، آسیا و استرالیا شروع کرد. در این زمان بود که هرالد سان ملبورن نوشت که «اکنون زمان ترک کردن عقاید افراد خودبین و مواجهه با حقیقت است-او یک ستاره‌است. در دسامبر ۱۹۸۹، مینوگ از خوانندگان بارز در بازسازی «آیا آن‌ها می‌دانند که کریسمس است» و نیز نخستین فیلمش، متخلفان بود که در لندن شروع به نمایش کرد. این فیلم مورد انتقاد منفی واقع شد و دیلی میرر اجرای مینوگ را با بیان این‌که «او کاریزمای بازیگری زیادی را به عنوان فرنی سرد دارد»، مورد بررسی قرار داد اما از نظر تماشاگران محبوب بود؛ در بریتانیا به فروشی بیش از ۲۰۰٬۰۰۰ پوند رسید، و در استرالیا چهارمین فیلم پرفروش محلی در سال ۱۹۸۹ و پرفروش‌ترین فیلم محلی ۱۹۹۰ بود.
ریتم عشق (۱۹۹۰) گونه‌ای پیچیده‌تر و بزرگسالانه‌تر از موسیقی دنس را معرفی کرد و همچنین علامتی بر مخالفت با گروه تهیه‌کننده‌اش و وجههٔ اجتماعی‌اش به عنوان یک «گرل نکست دور» بود. مینوگ با اطمینان از اینکه این بار با استقبال مخاطبان بزرگسال بیشتری قرار می‌گیرد، کنترل موزیک ویدئوهایش را بر عهده گرفت. در آغاز این امر، وی در «Better the Devil You Know» خود را فرد به بلوغ رسیده‌ای معرفی کرد. رابطهٔ او با مایکل هوچنس به عنوان بخشی از جدایی مینوگ از شخصیت پیشینش دیده می‌شد. از هوچنس نقل شده بود که تفریحش «تحریف کایلی» بوده و این‌که ترانهٔ این‌اکس‌اس، «خودکشی بلوند»، به‌وسیلهٔ مینوگ الهام گرفته‌شده بود. تک‌آهنگ‌های ریتم عشق فروش خوبی در اروپا و استرالیا داشتند و در باشگاه‌های شبانهٔ بریتانیایی مشهور بودند. پیت واترمن بعداً بیان کرد که «Better the Devil You Know» موجب شود که او «جذاب‌ترین و هیپی‌ترین فعالیت دنس در صحنه شود و هیچ‌کس نمی‌توانست آن را شکست دهد چرا که بهترین اثر موسیقی دنس در آن زمان بود». «شوکه‌شده» سیزدهمین تک‌آهنگی از مینوگ بود که به ده ترانه برتر راه می‌یافت. در مه ۱۹۹۰، مینوگ به همراه گروهش، ترانهٔ «کمک» گروه بیتلز را در مقابل ۲۵٬۰۰۰ نفر در طی «جان لنون: کنسرت تکریم» در سواحل رودخانهٔ مرسی لیورپول اجرا کرد. یوکو وان و شون لنون از مینوگ به خاطر کمکش به بنیاد جان لنون تشکر کردند و این در حالی بود که رسانه‌ها هم در مورد اجرای او نظرات مثبتی داشتند.
روزنامهٔ سان نوشت: «ستارهٔ سریال‌های تلویزیونی، اسکوزرها را هیجان‌زده می‌کند. کایلی مینوگ لایق تشویق‌هایش بود.»
چهارمین آلبوم او، بهش برسیم (۱۹۹۱)، در جدول موسیقی آلبوم‌های بریتانیا به رتبهٔ ۱۵ رسید و اولین آلبوم او بود که به ده ترانه برتر راه نمی‌یافت؛ چهاردهمین تک‌آهنگ او «حرفی نیست» اولین تک‌آهنگی از مینوگ بود که به ده ترانه برتر جدول تک‌آهنگ‌ها راه نمی‌یافت، گرچه تک‌آهنگ‌های بعدی «اگر تو اکنون با من بودی» و «تنها اندکی زمان بیشتر به من بده» به ترتیب به رده‌های چهارم و دوم رسیدند. مینوگ به تمام بندهای قرارداد خود عمل کرده بود و تصمیم گرفت که آن را تمدید نکند. وی بعدها نظرش را این‌گونه بیان کرد که توسط استاک، آیتکن اند واترمن خاموش می‌ماند و گفت: «در ابتدا خیلی به یک عروسک خیمه‌شب‌بازی شبیه بودم. ناشر موسیقی من بود که مسیر مرا مشخص می‌کرد. نمی‌توانستم به چپ یا راست نگاه کنم.»
یک آلبوم بهترین ترانه‌ها در سال ۱۹۹۲ عرضه شد. این آلبوم در بریتانیا به رتبهٔ یک و در استرالیا به رتبهٔ سه رسید. تک‌آهنگ «چه نوع حماقتی (همه‌اش را قبلاً شنید)» و نسخهٔ تقلیدی از ترانهٔ «جشن» از کول اند ده گنگ هردو به ۲۰تای برتر بریتانیا راه یافتند.

### ۱۹۹۳–۹۸: دیکانستراکشن، کایلی مینوگ و شاه‌دخت ناممکن
قرارداد جدید مینوگ با دیکانستراکشن رکوردز، از سوی رسانه‌های موسیقی به عنوان نقطهٔ عطفی در فعالیت‌های حرفه‌ای او تلقی شد، اما آلبوم هم‌نام کایلی مینوگ(۱۹۹۴) نقدهای متنوعی را دریافت کرد. این آلبوم در اروپا و استرالیا فروش خوبی داشت، جایی که تک‌آهنگ «به من اعتماد کن» چهار هفته را در صدر گذراند. او برای نماهنگ تک‌آهنگ بعدی‌اش، «خودت را جای من قرار ده»، یک استریپ‌تیز را با الهام گرفتن از جین فوندا در نقش باربارلا اجرا کرد. این تک‌آهنگ و بعد از آن، «احساس کجاست؟» هر دو به ۲۰تای برتر بریتانیا راه یافتند، و آلبوم به رتبهٔ نهایی ۴ رسید، و فروش نهایی آن ۲۵۰٬۰۰۰ نسخه شد. در طی این مدت او در نقش میهمان در اپیزودی از کمدی معاون دیبلی بازی کرد. استیون ای. دو سوزای کارگردان، تحت تأثیر جلد مجلهٔ وو که کایلی مینوگ را به عنوان یکی از «زیباترین ۳۰ نفر دنیا» معرفی می‌کرد، قرار گرفته بود و به او پیش‌نهاد نقش روبه‌روی ژان-کلود ون دم را در جنگجوی خیابانی (۱۹۹۴) داد. این فیلم به موفقیتی نسبی دست یافت و در آمریکا ۷۰ میلیون دلار فروخت. اما نقدهای منفی دریافت کرد و ریچارد هرینگتون از واشینگتن پست مینوگ را این‌گونه توصیف کرد: «بدترین بازیگر در جهان انگلیسی‌زبانان». او با پولی شور و استفان بالدوین در بایو-دوم (۱۹۹۶) هم‌بازی شد اما فیلم شکست خورد و مووی مگزین اینترنشنل فیلم را با عبارت «بزرگ‌ترین هدر دادن فضای سلولوییدی» مورد انتقاد قرار داد. مینوگ به استرالیا بازگشت و در فیلم کوتاه هیراید به جهنم (۱۹۹۵) بازی کرد، سپس به بریتانیا رفت و در نقش یک جواهرساز در فیلم دایانا و من (۱۹۹۷) ایفای نقش کرد.
نیک کیو، بازیگر استرالیایی، پس از شنیدن ترانهٔ Better the Devil You Know مشتاق همکاری با مینوگ شده بود و بیان داشته بود که این ترانه «یکی از تندترین و پریشان‌کننده‌ترین متن‌های موسیقی پاپ» را داراست و «وقتی کایلی این کلمات را می‌خواند معصومیتی نسبت به او احساس می‌شود و ترس این کلمات مرموز و وحشت‌آور را بیشتر متقاعدکننده می‌کند». آن‌دو در آن‌جا که رزهای وحشی می‌رویند همکاری کردند (۱۹۹۵) که یک قطعهٔ رومانتیک متفکرانه بود و متون ترانه‌های این آلبوم، قتلی را هم از زبان قاتل (کیو) و هم از زبان مقتول (مینوگ) بیان می‌کند. نماهنگ آن از نقاشی اوفلیای جان اورت میلس (۱۸۵۱–۱۸۵۲) الهام گرفته شده بود، و مینوگ را در قالب زن مقتول در برکه‌ای که ماری شیطانی روی او در حال شنا کردن بود نشان می‌داد. این تک‌آهنگ توجه گسترده‌ای را در اروپا جلب کرد، جایی که در چندین کشور به ده ترانه برتر راه یافت و در استرالیا با رسیدن به رتبهٔ دو در جدول تک‌آهنگ‌ها مورد تحسین قرار رفت، و جایزهٔ ای‌آرآی‌ای را به خاطر «ترانهٔ سال» و «بهترین عرضهٔ پاپ» از آن خود کرد.
پس از حضور در کنسرت‌ها به همراه کیو، او متن ترانهٔ «من باید خیلی خوش‌شانس باشم» را در رویال آلبرت هال لندن (Poetry Jam) به پیش‌نهاد کیو به عنوان یک شعر خواند و بعداً کایلی، از آن به عنوان «روان‌پاکسازترین لحظه» یاد کرد. او کیو را کسی معرفی کرد که به او اطمینان بیان خودش را به شکلی هنرمندانه داد و این جمله را گفت: «او به من یاد داد که هیچ وقت از چیزی که خودم هستم، دور نشوم، اما مسیرم را بیشتر بپیمایم، چیزهای متفاوتی را تجربه کنم و زاویهٔ دید خود را از درون از دست ندهم. برای من سخت‌ترین قسمت، حس کردن خودم و راستگویی کامل در موسیقی‌ام است».
در سال ۱۹۹۷ مینوگ با عکاسی فرانسوی به نام استفان سدنائویی، مشغول همکاری بود که مینوگ را تشویق به گسترش خلاقیتش می‌کرد. آن‌ها با الهام‌گیری از تکریم ذاتی فرهنگ ژاپنی، ترکیبی بصری از «گیشا و سوپرقهرمان مانگا» را برای عکس‌های گرفته‌شدهٔ آلبوم شاه‌دخت ناممکن و نماهنگ «آلمانی بولد ایتالیک» که همکاری مینوگ با توا تی بود خلق کردند. مینوگ از کار هنرمندانی مانند شرلی منسون و گاربج، بیورک، تریکی و یو۲ و موسیقی‌دانان ژاپنی مانند پیزیانو فایو و توا تی الهام گرفت.
شاه‌دخت ناممکن شامل همکاری‌هایی با موسیقی‌دانانی چون جیمز دین بردفیلد و شون مور از منیک استریت پیچرز بود. به عنوان آلبومی که به‌طور عمده از سبک دنس بود فرم کلی آلبوم از اولین تک‌آهنگش یعنی «Some Kind of Bliss» مشخص نمی‌شد و به همین دلیل با نقدهایی روبه رو شد که قصد داشتند او را خواننده‌ای معرفی کنند که سعی در تبدیل شدن به یک هنرمند ایندی دارد. او به میوزیک ویک گفت: «من باز هم باید بگویم که این یک آلبوم ایندی-گیتار نیست و من قصد کار با گیتار و راک نواختن را ندارم». مینوگ که می‌دانست سعی در گریز از نوع نگاه به او که در طی سال‌های اولیهٔ حرفه‌اش رشد کرده بودند دارد بیان کرد که آماده است «نقد دردآور را فراموش کند» و «گذشته را بپذیرد، در آغوشش بگیرد و از آن استفاده کند». نماهنگ او برای «دوباره انجامش دادم» یادی از تجسم‌های پیشین او می‌کردند؛ هم‌چنان‌که در بیوگرافی او، لا لا لا، بیان شده بود: «کایلی رقصی، کایلی جذاب، کایلی شهوت‌برانگیز و کایلی ایندی، همگی برای برتری در زمانی که به طرز بدی با هم درگیر بودند، جنگ می‌کردند». بیلبورد از آلبوم به عنوان کاری مهیج نام برد و به این نتیجه رسید این یک فرصت طلایی تجاری برای کمپانی تهیه‌کننده و آورندهٔ بصیرت و انرژی برای منتشر شدن آلبوم در ایالات متحده است. یک گوش تیز شباهت زیادی میان شاه‌دخت ناممکن و آلبوم به شدت پر فروش مدونا یعنی اشعهٔ نور پیدا می‌کند. در بریتانیا، میوزیک ویک عقیده‌ای متفاوت داشت: «صدای کایلی روی لبه‌ای بی‌لطافت کار می‌کند، اما به اندازهٔ کافی قوی نیست که کار چندانی انجام دهد».
پس از مرگ دایانا، شاهزاده ولز، این آلبوم در بریتانیا کایلی مینوگ نام گرفت و بدترین فروش را درطی دوران حرفه‌ای‌اش رقم زد. در پایان سال، کمپینی از رادیو ویرجین بیان کردکه «ما عملی برای بهبود آثار کایلی انجام داده‌ایم: آن‌ها را تحریم کرده‌ایم». یک نظرسنجی از اسمش هیتس او را به عنوان «بدلباس‌ترین فرد، بدترین خواننده و چندش‌آورترین چیز پس از عنکبوت‌ها» معرفی کرد.
شاه‌دخت ناممکن ۱۳ هفته را در جدول آلبوم‌های استرالیا گذراند و به رتبهٔ نهایی ۴ رسید، تا پس از کایلی در سال ۱۹۸۸ به موفق‌ترین آلبوم او تبدیل شود و تور نزدیک و زنده به خاطر درخواست‌ها گسترش یافت. جف کنت میزبان یک پذیرایی شهری برای مینوگ در ملبورن بود و او با اجراهای زنده از جمله ساندی گی اند لزبین مادی گرا در ۱۹۹۸، افتتاحیه‌های کراون کازینوی ملبورن و استودیوی فاکس در ۱۹۹۹ که او در آن ترانهٔ «الماس‌ها بهترین دوست یک دخترند» مریلین مونرو را اجرا کرد، و یک کنسرت کریسمس در دیلی تیمور شرقی با همکاری نیروهای حافظ صلح سازمان ملل وجههٔ بالای خود را در استرالیا حفظ کرد. در این مدت او نقش کوتاهی را برای فیلم استرالیایی مولی رینگوالد، برش، (۲۰۰۰) بازی کرد.

### ۱۹۹۹–۲۰۰۵: سال‌های نوری، تب و زبان بدن
مینوگ و دیکانستراکشن رکوردز دیگر به همکاری ادامه ندادند. او اجرایی مشترک او با گروه پت شاپ بویز در آلبوم این گروه با عنوان زندگی شبانه داشت و ماه‌های متوالی را در باربادوس مشغول به اجرای تمپست شکسپیر بود. پس از بازگشت به استرالیا، کایلی در فیلم مردم نمونه ظاهر شد و یک نسخهٔ تقلیدی از ترانهٔ «چیز واقعی» راسل موریس را برای موسیقی متن فیلم ضبط کرد. او با شرکت پرلوفون در آوریل ۱۹۹۹ قراردادی امضا کرد. آلبوم سال ۲۰۰۰ او با نام سال‌های نوری مجموعه‌ای از ترانه‌های رقص و تحت تأثیر موسیقی دیسکو بود. مینوگ در این رابطه گفت که هدف او ارائهٔ موسیقی رقص-پاپ در یک «شکل بیش‌تر اغراق‌شده» و «جالب» کردن آن بوده‌است. این آلبوم نقدهای طرفدارانه‌ای به همراه داشت و در طی آسیا، استرالیا، زلاند نو و اروپا موفق بود و در بریتانیا به فروشی بیش از یک میلیون نسخه رسید. تک‌آهنگ «اسپینینگ اراوند» پس از ده سال به نخستین ترانهٔ شماره یکی او در بریتانیا تبدیل شد و نماهنگ آن مینوگ را در حالی که هات پنت (نوعی پوشش زنانه که خصوصاً در دههٔ ۷۰ میلادی رایج بود) طلایی خود را درمی‌آورد نشان می‌داد؛ و از آن به عنوان یک «علامت تجاری» یاد می‌شود. دومین تک‌آهنگ آلبوم، «در شبی مثل این»، در استرالیا به رتبهٔ یک و در بریتانیا به رتبهٔ دو رسید. هم‌چنین «بچه‌ها»، یک هم‌خوانی با رابی ویلیامز نیز در آلبوم ویلیامز، بخوان وقتی که می‌بری، و در بریتانیا موفق به کسب رتبهٔ دو شد.

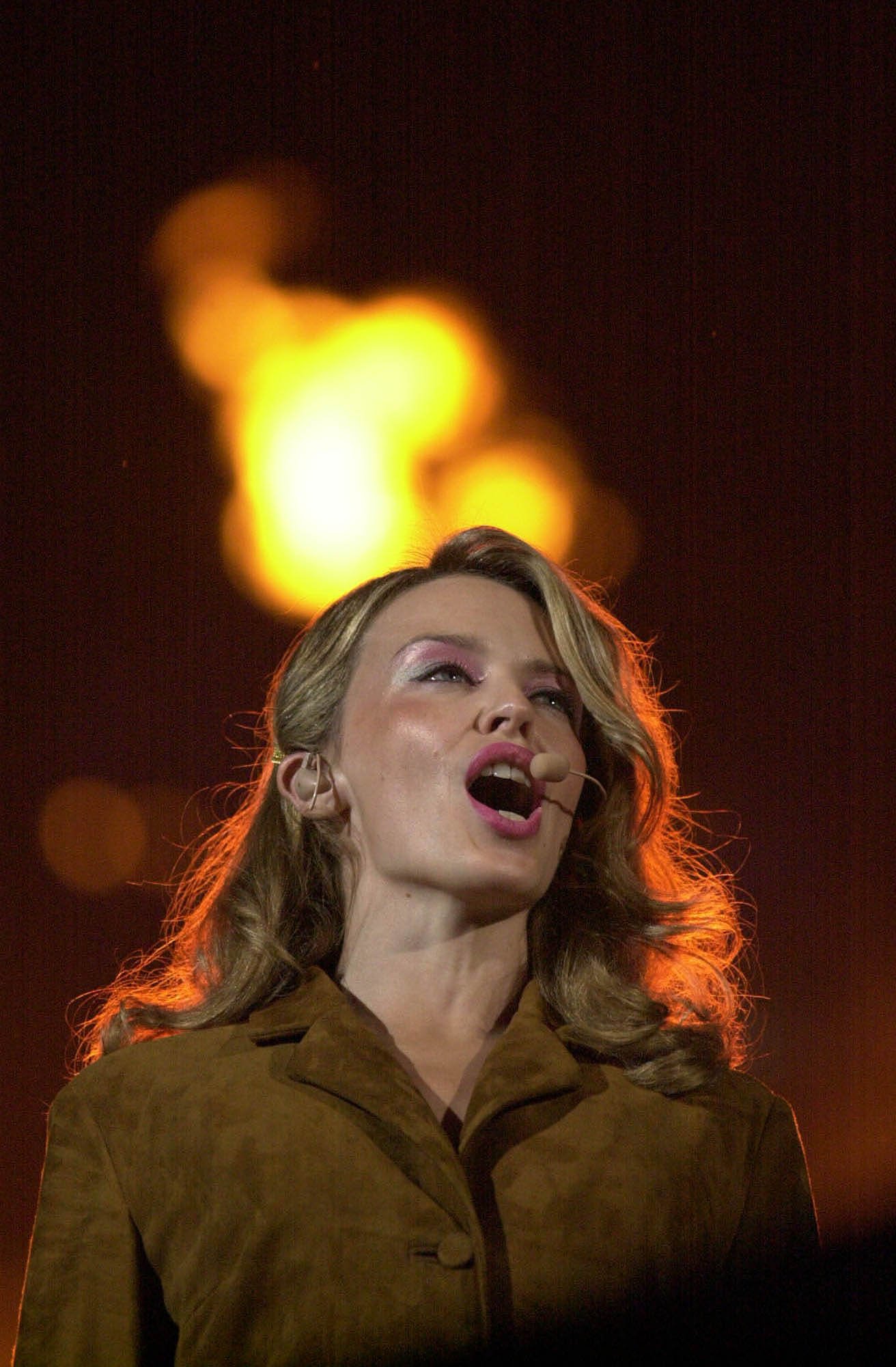
مینوگ مراسم اختتامیهٔ المپیک تابستانی ۲۰۰۰

در سال ۲۰۰۰، مینوگ در مراسم اختتامیهٔ المپیک سیدنی، ترانه «ملکهٔ رقصان» گروه آبا و نیز یکی از تک‌آهنگ‌های خودش، «در شبی مانند این» را اجرا کرد؛ او تور در شبی مانند این را آغاز کرد و تمام بلیت‌های موجود برای این تور در استرالیا و بریتانیا به فروش رفت. مینوگ تحت تأثیر تور جهانی سال ۱۹۹۳ مدونا، شوی دخترانه، که از برلسک و تئاتر استفاده می‌کرد بود و ویلیام بیکر از استفاده از سبک‌های شوهای برادوی مانند خیابان ۴۲ام و فیلم‌هایی مانند انچورز اوی، پاسیفیک جنوبی، موزیکال‌های دههٔ ۱۹۳۰ فرد آستر و گینجر راجرز و اجراهای زندهٔ بتل میدلر نام برد. مینوگ به خاطر آلات موسیقی جدید و اجرای متفاوت شماری از بزرگ‌ترین موفقیت‌هایش مانند ترانهٔ «من باید خیلی خوش‌شانس باشم» به یک شعر احساساتی و عشقی و «Better the Devil You Know» به یک ترانهٔ دههٔ چهلی بیگ بند (گروهی از موسیقی‌دانان که یک آهنگ جاز را اجرا می‌کنند) مورد تحسین واقع شد. او یک «جایزهٔ مو» برای سرگرمی‌های زندهٔ استرالیا را به خاطر «بهترین اجراکنندهٔ سال» دریافت کرد. بعد از این، خبرنگار سیتل پست-اینتلیجنسر از او پرسید به نظر شما چه چیزی قدرت اصلی شما بود و کایلی در جواب او گفت: «این که من توانایی‌های متعددی دارم. اگر قرار بود یکی از این توانایی‌ها را انتخاب کنم، مطمئن نبودم در کدام یک بهتر بودم، اما همهٔ آن‌ها را در کنار یکدیگر قرار می‌دهم، و می‌دانم چه کار می‌کنم.»
اندکی پس از عرضهٔ تب، مینوگ در مولین روژ در نقش «پری سبز» ظاهر شد (۲۰۰۱). آلبوم تب متشکل از عناصر سبک دیسکو همراه با الکتروپاپ و سینث‌پاپ بود. تب در استرالیا، بریتانیا، اروپا به رتبهٔ یک رسید و در نهایت به فروشی بیش از ۸ میلیون در سراسر جهان رسید. تک‌آهنگ اصلی آن «نمی‌تونم تو رو از سرم بیرون کنم» به بزرگ‌ترین موفقیت او تبدیل شد و در بیش از چهل کشور به رتبهٔ یک رسید. او چهار جایزه ای‌آرآی‌ای را شامل «خیره‌کننده‌ترین موفقیت» و دو جایزهٔ بریت را برای «بهترین خوانندهٔ تک زن بین‌المللی» و «بهترین آلبوم بین‌المللی» دریافت کرد. رولینگ استون بیان کرد که «نمی‌تونم تو رو از سرم بیرون کنم» «به راحتی بهترین و دردسترس‌ترین ترانهٔ رقص قرن جدید است»، و پس از پخش گستردهٔ آن از رادیوهای آمریکا، کپیتل رکوردز آن را به همراه آلبوم تب در سال ۲۰۰۲ در آمریکا عرضه کرد. تب در جدول موسیقی بیلبورد ۲۰۰ در ردهٔ ۳ وارد شد، و «نمی‌تونم تو رو از سرم بیرون کنم» در هات ۱۰۰ به ردهٔ هفت رسید. تک‌آهنگ‌ها بعدی، «در چشمان تو»، «عشق در نگاه اول» و «به دنیای من قدم گذار» در سراسر دنیا موفق بودند و مینوگ در بازار اصلی آمریکای شمالی به جایگاهی دست یافت، خصوصاً در صحنهٔ کلوب‌ها. در سال ۲۰۰۳ او در بخش «بهترین ترانهٔ رقص» برای ترانهٔ «عشق در نگاه اول» نامزد یک جایزهٔ گرمی شد، و در سال بعد همان جایزه را برای ترانهٔ «به دنیای من قدم گذار» برد.
متخصص مد و کارگردان هنری مینوگ، ویلیام بیکر، نماهنگ‌های آلبوم تب را الهام گرفته از فیلم‌های علمی-تخیلی (خصوصاً فیلم‌های استنلی کوبریک) توصیف کرد و گفت که عناصر الکتروپاپ موسیقی آن‌ها توسط رقاصان به سبک کرفتورک بیش‌تر به چشم می‌آمدند. الان مک‌دانلد، طراح تور کایلی‌فیور (۲۰۰۲)، آن عناصر را که بر اساس الهامات مینوگ در سال‌های قبل بود، به روی صحنه آورد. این شو با فرمی از مینوگ به عنوان یک زن فریبندهٔ مربوط به زمان آغاز سفرهای فضایی شروع شد که خود او آن شخصیت را را «ملکهٔ متروپولیس با کلام یکنواخت» عنوان کرد و در ادامه با صحنه‌هایی الهام گرفته شده از فیلم پرتقال کوکی، و نمایش شخصیت‌های مختلف شغلی‌اش ادامه یافت. مینوگ توضیح داد که بالاخره موفق به نمایاندن خودش آن‌گونه که می‌خواسته شده و این که او همیشه «در قلبش یک دختر نمایشی» بوده‌است. در طی سال ۲۰۰۲ او روی فیلم کارتونی فلکهٔ جادویی کار کرد که در سال ۲۰۰۵ در اروپا و در سال ۲۰۰۶ در آمریکا عرضه شد؛ او به جای یکی از شخصیت‌های اصلی، فلورانس، صحبت کرد.

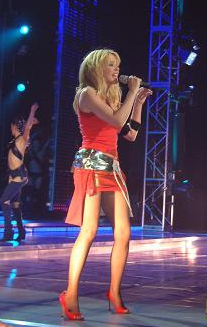
مینوگ هنگام اجرا در سال ۲۰۰۳

مینوگ رابطه‌ای را با بازیگر فرانسوی، الیویر مارتینز، پس از ملاقات او در مراسم جوایز گرمی سال ۲۰۰۲ آغاز کرد. آلبوم بعدی کایلی، با نام زبان بدن در سال ۲۰۰۳ بعد از کنسرتی فقط دعوت‌شدنی با نام Money Can’t Buy که در سالن همراسمیث آپولوی لندن برگزار شد منتشر گردید. این رویداد، سبک بصری جدیدی از کایلی را که طراح آن مینوگ و بیکر و اندکی الهام گرفته از شخصیت بریجت باردو بود معرفی کرد که مینوگ دربارهٔ او چنین اظهار نظر کرده بود: «من فقط قصد داشتم که در مورد او به عنوان یک، خوب، او یک شخص شهوت‌برانگیز است. این گونه نیست؟ او یکی از بزرگ‌ترین پین-آپ‌ها است. اما او در زمان خودش، تأثیرگذار و متفاوت بود و ما هم تصمیم گرفتیم به زمانی که ترکیبی کامل از عشوه‌گری و ران اند رول بود اشاره داشته باشیم.» آلبوم زبان بدن، از درجهٔ کمتری از سبک دیسکو برخوردار بود و مینوگ گفت که او از خوانندگان دههٔ ۸۰ مانند اسکریتی پولیتی، ده هیومن لیگ، ادم اند ده انتس و پرینس الهام گرفته بود و سبک آن‌ها را با عناصر هیپ هاپ ترکیب کرد. این آلبوم نقدهای مثبتی دریافت کرد و مجلهٔ بیلبورد از «استعداد مینوگ برای انتخاب ترانه‌ها و تهیه‌کنندگان بزرگ» نوشت. آل میوزیک ضمن شرح آن به عنوان یک «اثر پاپ تقریباً کامل» نوشت: «زبان بدن چیزی است که وقتی اتفاق می‌افتد که یک سرآمد خوانندگان رقص-پاپ، مسیر دشوار را انتخاب و به‌جای ارتباط‌های ادامه‌دار به مهم‌ترین نکات توجه کند.» فروش زبان بدن به دلیل موفقیت تب، کم‌تر از حد انتظار بود، گرچه نخستین تک‌آهنگ آن، «کند» یک ترانهٔ شماره یکی در بریتانیا و استرالیا بود. پس از این‌که زبان بدن در جدول کلوپ‌های آمریکا به رتبهٔ یک رسید، «کند» در بخش بهترین ترانهٔ رقص، نامزد یک جایزهٔ گرمی شد.
زبان بدن در هفتهٔ اول در ایالات متحده به فروش ۴۳۰۰۰ نسخه دست یافت اما این فروش در هفتهٔ دوم به وضوح روند نزولی داشت. وال استریت جورنال مینوگ را یک «سوپراستار بین‌المللی که گویا برای همیشه از فتح بازار آمریکا ناتوان است» توصیف کرد. مینوگ اظهار کرده بود که خود او به شرکت موسیقی آمریکایی‌اش گفته که قصد صرف زمان برای معرفی خودش در آمریکا ندارد و به جای آن موفقیت خود را که پیش از این در سایر نقاط دنیا کسب کرده بهبود می‌بخشد، شیوه‌ای که تحلیل‌گر بیلبورد، جیوف می‌فیلد، با بیان «یک تصمیم تجاری… اگر من حسابدار او بودم، نمی‌توانم به خاطر چنین تصمیمی از او گله کنم» بر آن صحه گذاشت. مینوگ بعدها بیان کرد که از موفقیت محدودش در آمریکای نگران نیست و از گمانه‌زنی‌هایی که او را از این‌که حرفه‌اش را بدون آن، ناکامل بداند بیش از پیش مغشوش شده‌است.
مینوگ به عنوان یک هنرپیشهٔ میهمان در فصل پایانی مجموعهٔ کمدی کت و کیم بازی کرد که در آن، او از نقش پیشینش به عنوان شارلین در همسایه‌ها در طی یک قسمت عروسی یاد کرد. این فصل، پرامتیازترین برنامهٔ سال بنگاه پخش استرالیا بود.
مینوگ دومین آلبوم رسمی از بهترین ترانه‌هایش را با نام کایلی نهایی که هم‌زمان با انتشار مجموعه‌ای از نماهنگ‌هایش با عنوانی مشابه روی یک دی‌وی‌دی بود منتشر کرد. این آلبوم تک‌آهنگ‌های «من به تو ایمان دارم» را که با همکاری جیک شیرز و بیبی ددی از گروه سیزر سیسترز نوشته شده بود و نیز «ترک کردن تو» را معرفی کرد. «من به تو ایمان دارم» به سه‌تای برتر هات دنس کلاب پلی ایالات متحده راه یافت، و با نامزدی این ترانه در بخش «بهترین اثر رقص»، او برای چهارمین سال پیاپی نامزد یک جایزهٔ گرمی شد.
ابتدای سال ۲۰۰۵، کایلی: این نمایشگاه در ملبورن گشایش یافت. این نمایشگاه رایگان شامل لباس‌ها و عکس‌های دورهٔ حرفه‌ای مینوگ بود و در شهرهای مرکزی استرالیا به صورت تور ادامه یافت و در طی این مدت ۳۰۰۰۰۰ بازدیدکننده داشت، و در فوریهٔ ۲۰۰۷ در شهر لندن در موزهٔ ویکتوریا و آلبرت نمایش یافت. مینوگ، دختر نمایش: تور بهترین ترانه‌ها را آغاز کرد و پس از اجرا در اروپا، به ملبورن سفر کرد؛ جایی که متوجه شد سرطان سینه دارد.

### ۲۰۰۵–۰۶: سرطان سینه

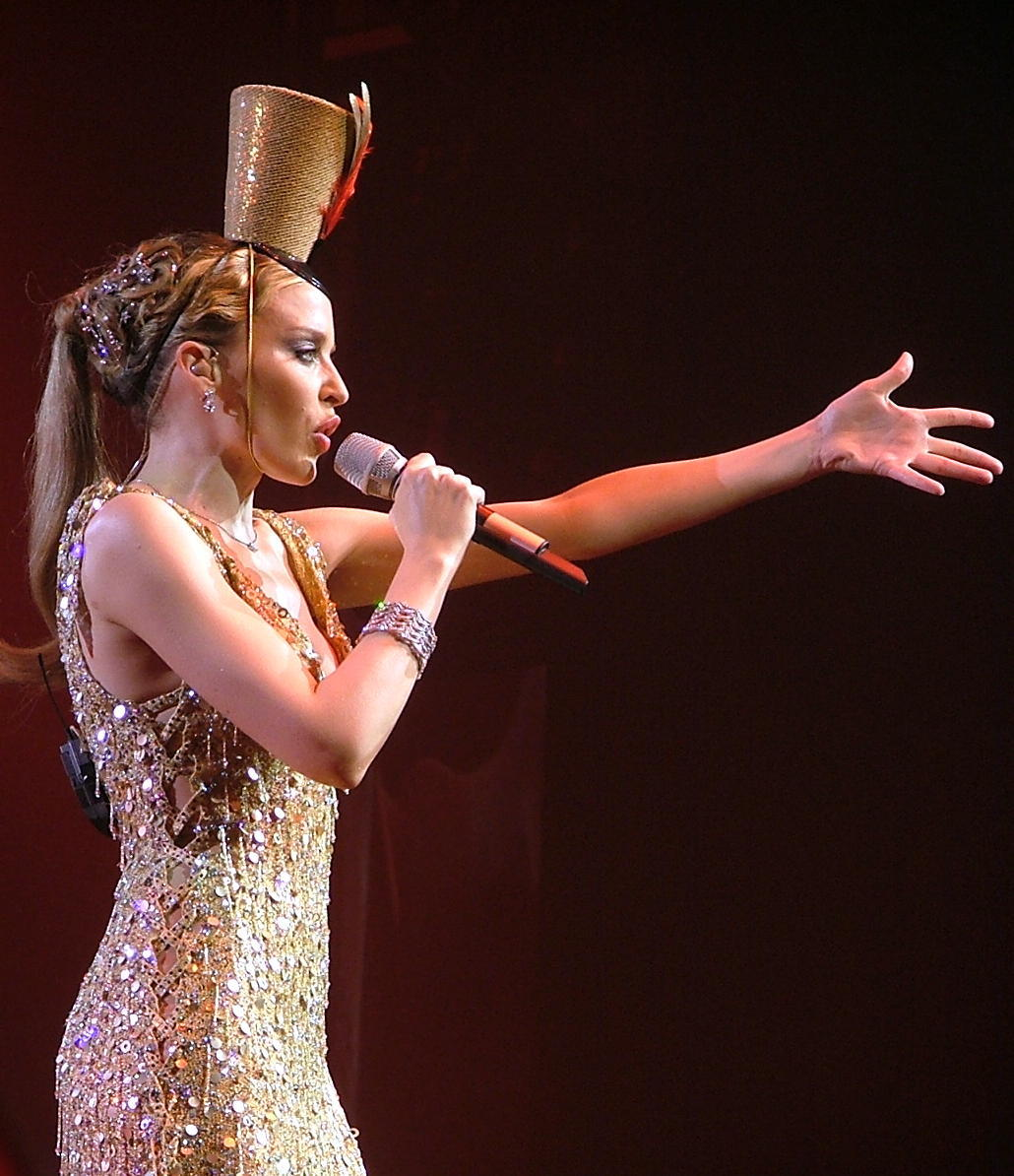
مینوگ هنگام اجرا در پاریس در سال ۲۰۰۵

سرطان سینهٔ مینوگ در ۱۷ مه ۲۰۰۵ شناسایی شد، و در نتیجه ادامهٔ دختر نمایشی- تور بهترین ترانه‌ها به تعویق افتاد و مینوگ از فستیوال گلستونبری کناره‌گیری کرد. شناسایی سرطان مینوگ و بستری و مداوا شدن او، موجب پوشش عظیم و کوتاه‌مدت رسانه‌ای خصوصاً در استرالیا شد، تا جایی که جان هاوارد، نخست‌وزیر استرالیا بیانیه‌ای را در حمایت از او صادر کرد. در حالی که هواداران شروع به تجمع در مقابل محل سکونت او کردند، فرماندار استیو برکس به رسانه‌های بین‌المللی هشدار داد که با هرگونه زیرپاگذاشتن حقوق خانوادهٔ مینوگ، در محدودهٔ قوانین وضع شدهٔ استرالیا برخورد خواهد شد. نظرات او به قسمت وسیع تر انتقادها از واکنش کلی رسانه‌ها منجر شد، خصوصاً انتقادهایی مستقیم از عکسبرداران. در تاریخ ۲۱ مه ۲۰۰۵ مینوگ در بیمارستان کابرینی در مالورن تحت عمل جراحی قرار گرفت و اندکی پس از آن شروع به شیمی‌درمانی کرد.
در ۸ ژوئیهٔ ۲۰۰۵، او نخستین بار پس از عمل جراحی در اجتماع حضور پیدا کرد و از بخش بستری بیماران سرطانی در بیمارستان رویل چیلدرن شهر ملبورن ملاقات کرد. او به فرانسه بازگشت و مداوای شیمی‌درمانی خود را در بنیاد گوستاو-روسی در ویل‌جوییف در نزدیکی پاریس تکمیل کرد. در دسامبر ۲۰۰۵، مینوگ یک تک‌آهنگ فقط-دیجیتال عرضه کرد؛ «بر فراز رنگین کمان» یک ضبط زنده از تور دختر نمایشی او بود. کتاب فرزندان او، شاهزاده شوگرل که در طی دورهٔ نقاهت او نوشته شده بود در اکتبر ۲۰۰۶ منتشر شد و عرضهٔ عطر او، «دارلینگ»، در نوامبر آغاز شد. در بازگشت مینوگ به استرالیا برای تور کنسرتش، او در مورد بیماری خود به بحث پرداخت و دورهٔ شیمی‌درمانی خود را به «تجربهٔ یک بمب هسته‌ای» توصیف کرد. در حالی که در سال ۲۰۰۸ در شوی الن دی‌جنرس حضور داشت بیان کرد که سرطان او در حقیقت اشتباه شناسایی شده بود. او گفت: «این‌که شخصی در یک پوشش سفید است و از تجهیزات پزشکی قابل توجهی استفاده می‌کند به این معنی نیست که نظرش صحیح است»، اما بعداً در گفته‌هایی از حرفهٔ پزشکی به احترام یاد کرد.
مینوگ به خاطر اثراتی که با صحبت‌هایش دربارهٔ شناخت و مداوای سرطان بر مردم داشت مورد تقدیر واقع شد؛ در مه ۲۰۰۸، وزیر فرهنگ فرانسه، کریستین البانل، بیان کرد که «اکنون دکترها حتی از این صحبت می‌کنند که یک «اثر کایلی» وجود دارد که مشوق زنان جوان برای آزمایش‌های منظم است.»

### ۲۰۰۶–۰۹: دختر نمایشی: تور بازگشت به خانه، اکس، کایلی‌اکس ۲۰۰۸ و تور برای تو، برای من

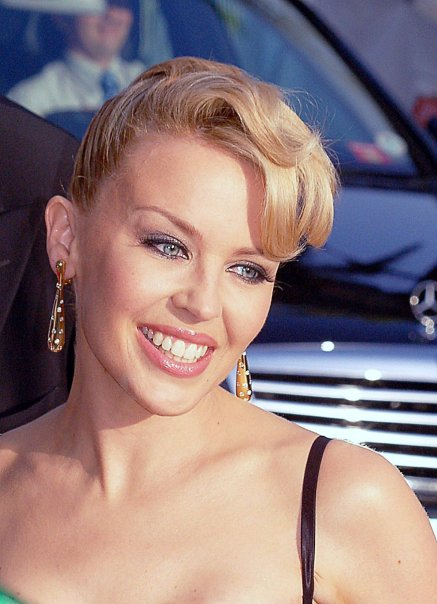
مینوگ در جشنواره فیلم کن ۲۰۰۸

مینوگ در نوامبر ۲۰۰۶، دختر نمایشی: تور بازگشت به خانه را با اجرایی در سیدنی مجدداً آغاز کرد. او قبل از کنسرت به خبرنگاران گفت که به شدت احساساتی خواهد شد؛ و نیز قبل از تقدیم ترانهٔ «مخصوص تو» به پدرش که او نیز نجات‌یافتهٔ سرطان پروستات بود، به گریه افتاد. گرچه نوع رقص‌های او تغییر یافته بود تا با وضعیت پزشکی او متناسب باشد، و استراحت‌های بیشتری بین قسمت‌های مختلف شو در نظر گرفته شده بود تا قدرت او حفظ شود، رسانه‌ها از اجرای پر انرژی مینوگ گزارش دادند؛ سیدنی مورنینگ هرالد این شو را با عبارات «نمایش بی‌نظیر» و «نمایشی که چیزی کم‌تر از یک پیروزی بزرگ نداشت»، توصیف کرد. در شب بعدی، مینوگ به اجرای مشترک ترانهٔ «بچه‌ها» به همراه بونو که برای اجرای تور ورتیگوی گروه یو۲ در استرالیا بود پرداخت، اما مینوگ مجبور شد که حضور برنامه‌ریزی‌شده در شوی یو۲ را به دلیل خستگی، لغو کند. شوهای مینوگ در استرالیا با نظرات مثبتی مواجه شد. کایلی بعد از گذراندن کریسمس همراه خانواده‌اش و قبل از اجرای ۶ تور برنامه‌ریزی شده در منچستر، به قسمت اروپایی تورش در ویمبلی آرنا با شش کنسرت که بلیت‌های آن به‌طور کامل فروخته شد، بازگشت.
در فوریهٔ ۲۰۰۷، مینوگ و الیویر مارتینز اعلام کردند که به رابطهٔ خود پایان داده‌اند اما ارتباط دوستانه‌شان ادامه پیدا کرد. از مینوگ گزارش شده بود که او از «اتهام‌های اشتباه [رسانه‌ها] به بی‌وفایی [مارتینز] ناراحت شده بود». او از مارتینز دفاع کرد و از پشتیبانی او در طی دوران درمان سرطان سینه‌اش تقدیر کرد، و گقت: «او همیشه در کنار من بود، در کارهای عملی کمک می‌کرد و یک حمایت‌کننده بود. او بی‌نظیر بود. در لغو کردن کارش و متوقف کردن پروژه‌ها برای با من بودن، درنگ نمی‌کرد. او با احترام فردی است که تاکنون ملاقات کرده‌ام»
مینوگ، آلبوم اکس را که دهمین آلبوم استودیویی او بود و از آن به عنوان یک «بازگشت» یاد می‌شد در نوامبر ۲۰۰۷ عرضه کرد. این آلبوم با سبک الکترو شامل همکاری‌هایی با گای چیمبرز، کتی دنیس، بلادشای اند اوانت و کالوین هریس بود. برای ظاهر بصری گنبدوار اکس، شامل نماهنگ اولین تک‌آهنگ آن، «۲ قلب»، مینوگ و ویلیام بیکر ترکیبی از سبک نمایشی کابوکی و زیبایی‌شناسی نشأت‌گرفته از کلوب‌های رقص لندن را شامل بوم‌باکس توسعه دادند. این آلبوم انتقادهایی را در رابطه با پیش‌پاافتادگی موضوعات آن در سایهٔ تجربیات مینوگ با سرطان سینه دریافت کرد؛ او با توضیح ماهیت شخصی بعضی از ترانه‌های آلبوم به این موضوع پاسخ گفت و بیان کرد: «نتیجه‌گیری من این است که اگر یک آلبوم از ترانه‌های شخصی را می‌ساختم، آن را به عنوان یک 'شاه‌دخت ناممکن ۲' می‌دیدند و به طرز مشابهی مورد انتقاد قرار می‌گرفت.» منتقد رولینگ استون از مینوگ به عنوان «برنامه‌ریز مخصوص پارتی دیوادام پاپ» یاد کرد، و در مورد سرطان سینهٔ او نوشت: «خوش‌بختانه، این تجربه، موسیقی او را به طرز مشخصی عمیق‌تر نساخته‌است.» مینوگ بعدها گفت: «با نگاه به گذشته می‌توانستیم آن [آلبوم] را بهبود ببخشیم، این را رک می‌گویم. با توجه به زمانی که در اختیار داشتیم، این آلبوم همان چیزی است که هست. کار کردن روی این آلبوم جذابیت‌های فراوانی داشت.»
اکس و «۲ قلب» هر دو با رتبه‌های یک در جدول آلبوم‌ها و تک‌آهنگ‌های استرالیا وارد شدند. در بریتانیا، اکس در ابتدا به فروشی نه‌چندان مناسب دست یافت، گرچه در نهایت وضعیت تجاری آن بهبود یافت، و مینوگ یک جایزهٔ بریت را به خاطر «خوانندهٔ تک بین‌المللی» دریافت کرد. اکس در آوریل ۲۰۰۸ در آمریکا منتشر شد و علی‌رغم تبلیغ‌ها برای آن به ۱۰۰تای برتر جدول آلبوم‌ها راه نیافت. توصیف مینوگ از بازار ایالات متحده این‌گونه بود: «به وضوح دشوار … القاب زیادی را از رادیوها دریافت می‌کنی. دانستن این‌که در کجای این بازار، بهترین وضعیت برای من است گاهی دشوار است.» اکس در جایزه گرمی ۲۰۰۹ برای بهترین آلبوم رقص/الکترونیک نامزد شد، که پنجمین نامزدی مینوگ در جوایز گرمی بود.

### ۲۰۲۲–اکنون:تنش
مینوگ در فوریهٔ ۲۰۲۲، پس از سه دهه زندگی در لندن به ملبورن نقل مکان کرد و دلیل این کار را تمایل به نزدیکتر شدن به خانواده عنوان کرد. او در همان سال کار بر روی شانزدهمین آلبوم استودیویی خود را آغاز کرد. در ژوئیه، او به مجموعهٔ همسایه‌ها در نقش شارلین بازگشت تا حضور کوتاهی در قسمت پایانی این مجموعه داشته باشد.
آلبوم مذکور، تنش، در سپتامبر ۲۰۲۳ منتشر شد و مورد تحسین منتقدان قرار گرفت. مینوگ این آلبوم را «ترکیبی از تأمل شخصی، دست کشیدن از کلوب و مستی مالیخولیایی» توصیف کرد. این آلبوم به صدر جدول استرالیا و بریتانیا رسید. تک‌آهنگ آغازین آن، «پادام پادام» در میان ده‌تای برتر جدول فروش بریتانیا رسید و او را تنها هنرمند زنی کرد که در دهه‌های ۱۹۸۰ تا ۲۰۲۰ وارد ده‌تای برتر جدول بریتانیا شده‌است. این ترانهٔ برنده جایزهٔ انجمن صنعت ضبط استرالیا در رشتهٔ بهترین انتشار پاپ و همچنین جایزه گرمی بهترین ضبط دنس پاپ شد. «تنش» و «الان پیش میریم» به‌عنوان تک‌آهنگ‌های بعدی از این آلبوم پخش شدند.
در نوامبر همان سال، مینوگ اقامت کنسرتی خود را در ونیشین (لاس وگاس) آغاز کرد که بلیت‌هایش در عرض چند دقیقه به فروش رفتند. در دسامبر، یک ویژه‌کنسرت تلویزیونی که در رویال آلبرت هال فیلم‌برداری شد، از طریق آی‌تی‌وی پخش گردید. منتقد اتیتیود در نقدی مثبت، اجرای مینوگ را «کلاس پیشرفته‌ای در اجرای روی صحنه» نامید. در مارس ۲۰۲۴، مینوگ در جوایز بریت ۲۰۲۴ برنده جایزهٔ نماد جهانی سال شد و تعدادی از ترانه‌هایش را در این مراسم اجرا کرد. او در همان ماه جایزهٔ نماد زنان در موسیقی بیلبورد را دریافت کرد.

## وجهه و وضعیت نامداری

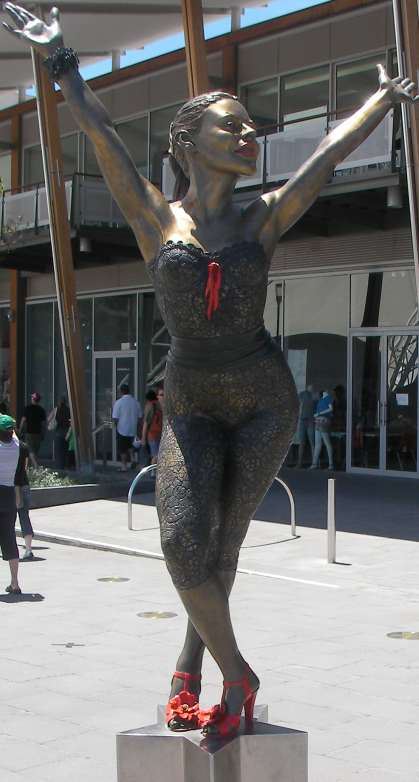
مجسمه برنز کایلی مینوگ در ملبورن

تلاش‌های مینوگ برای شناخته‌شدن به عنوان خواننده‌ای که خودش در ترانه‌سرایی شرکت دارد در ابتدا با این برداشت که او «حقوق خود را پرداخت نکرده» نادیده ماند و چیزی بیشتر از یک ستارهٔ پاپ تولیدشده نبود که از وجههٔ خلق‌کرده‌اش در مدت کار روی همسایه‌ها بهره‌برداری می‌کرد. مینوگ با آگاهی از این دیدگاه، بیان کرد: «اگر شما جزئی از یک شرکت موسیقی باشید، تصور می‌کنم تا اندازه‌ای عادلانه باشد که شما یک محصول تولیدشده‌اید. شما یک محصول هستند و یک محصول را می‌فروشید. این بدین معنی نیست که شما بااستعداد نیستید و نمی‌توانید تصمیم‌های خلاقانه برای آنچه می‌خواهید و نمی‌خواهید و آن‌جا که می‌خواهید بروید بگیرید.» در سال ۱۹۹۳، باز لورمان، مینوگ را به برت استرن که یک عکاس بود معرفی کرد. استرن برای کارهایش با مریلین مونرو مشهور بود. او با عکاسی از مینوگ در لس‌آنجلس و مقایسهٔ او با مونرو، از او با داشتن ترکیبی از قابلیت آسیب‌پذیری و شهوت‌گرایی یاد کرد. مینوگ در طی مدت حرفه‌ای‌اش عکاسانی را برگزیده که سعی داشته‌اند «نما» یی جدید را برای او خلق کنند و نتایج این عکاسی‌ها در گستره‌ای از مجلات، از مجلهٔ تندروی چهره تا مجلات ماهر در موضوعات سنتی مانند رایج و نمایش عامه به نمایش درآمده‌اند، و موجب آشنایی طیف وسیعی از مردم با چهره و نام مینوگ شده‌اند. ویلیام بیکر که یک متخصص مد است این را بخش از دلایلی می‌داند که موجب شده‌است او بیش از سایر خوانندگان پاپی که تنها قصد فروش آثارشان را داشته‌اند به جریان اصلی فرهنگ پاپ قارهٔ اروپا وارد شود.
در سال ۲۰۰۰، وقتی که دوباره به شهرت رسید، او را خواننده‌ای می‌دانستند که به درجه‌ای از اعتبار رسیده که می‌تواند دورهٔ حرفه‌ای‌اش را بیش از انتظار منتقدان ادامه دهد. در همان سال، بیرمنگهام پست اشاره کرد: «روزگاری، خیلی پیش‌تر از زمانی که هیچ‌کسی حتی از بریتنی اسپیرز، کریستینا جسیکا سیمپسون، یا مندی چیزی شنیده باشد، خوانندهٔ استرالیایی بر جداول موسیقی به عنوان شاهزادهٔ پاپ حکم‌رانی می‌کرد. با نگاهی به گذشته در سال ۱۹۸۸، نخستین تک‌آهنگ او، من باید خیلی خوش‌شانس باشم، پنج هفته را در صدر گذراند و او را به موفق‌ترین خوانندهٔ زن در بریتانیا با ۱۳ اثر متوالی که در ده ترانه برتر قرار گیرند تبدیل کرد.» پیش‌رفت او از یک «گرل نکست دور» بی‌خطر به یک اجراکنندهٔ پیچیده‌تر با یک شخصیت بازیگوش و لاس‌زن، هواداران بیشتری را به او جذب کرد. نماهنگ «اسپینینگ اراوند» او، موجب اشارهٔ رسانه‌ها به او به عنوان «کایلی شهوت» شد و شهوت به عنصری مهم در نماهنگ‌های بعدی او تبدیل شد. ویلیام بیکر از موقعیت او عنوان یک نماد شهوت به یک «شمشیر دولبه» با چنین توجیهی یاد کرد: «ما همیشه تلاش کرده‌ایم از جذابیت شهوانی او به عنوان یک بهبوددهندهٔ موسیقی و فروش آثار استفاده کنیم. اما اکنون در خطر تحت‌الشعاع قرارگرفتن آنچه که او واقعاً هست قرار گرفته: یک خوانندهٔ پاپ» پس از ۲۰ سال به عنوان یک اجراکننده، مینوگ به عنوان یک «جریان‌دهندهٔ» مد و یک «نماد سبک که مدام خودش را متحول می‌کند» شناخته می‌شد. او به خاطر اجرای تورهای موفق و فروش جهانی بیش از ۶۰ میلیون مورد تمجید واقع شده‌است.

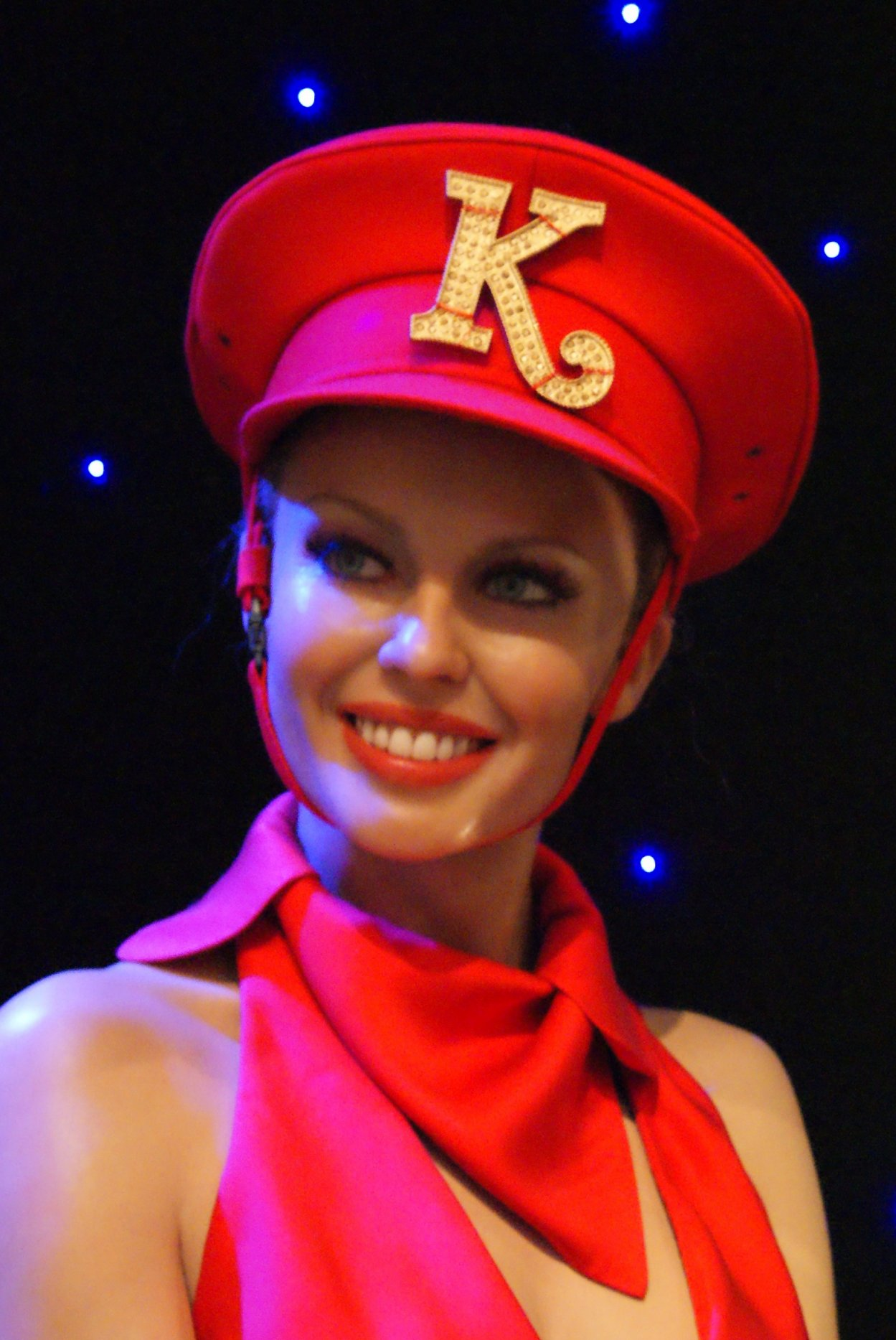
تندیس مومی مینوگ در موزه مادام توسو

در مارس ۲۰۱۰، مینوگ از سوی محققان به عنوان «پرقدرت‌ترین شخص مشهور بریتانیا» اعلام شد. این بررسی بر روی این‌که چگونه بازارها، افراد نامی و شرکای مارک‌ها را شناسایی می‌کنند مطالعه داشت. مارک هیوزاک، مدیر بررسی‌های رسانه‌ای میلوارد براون بریتانیا بیان کرد: «کایلی به طرز گسترده‌ای به عنوان یک بریتانیایی اختیارشده پذیرفته شده‌است. مردم او را می‌شناسند، دوست دارند و شایعات مثبت او را احاطه کرده‌اند.» در ژوئن ۲۰۱۰، پس از یک اجرا در گلستونبری به همراه سیزر سیسترز در ترانه‌شان، «هر راهی»، مینوگ شروع به ایفای نقشی برجسته در فیلم جک و دایان در نیویورک کرد.

## آلبوم‌شناسی
- کایلی (۱۹۸۸)
- خوش باش (۱۹۸۹)
- ریتم عشق (۱۹۹۰)
- بیا آغاز کنیم (۱۹۹۱)
- کایلی مینوگ (۱۹۹۴)
- شاه‌دخت ناممکن (۱۹۹۷)
- سال‌های نوری (۲۰۰۰)
- تب (۲۰۰۱)
- زبان بدن (۲۰۰۳)
- اکس (۲۰۰۷)
- آفرودیته (۲۰۱۰)
- یک‌بار مرا ببوس (۲۰۱۴)
- کایلی کریسمس (۲۰۱۵)
- طلایی (۲۰۱۸)
- دیسکو (۲۰۲۰)
- تنش (۲۰۲۳)
- تنش ۲ (۲۰۲۴)

## بخشی از فیلم‌شناسی
از فیلم‌ها یا برنامه‌های تلویزیونی که وی در آن نقش داشته‌است می‌توان به آثار زیر اشاره کرد.
- مبارز خیابانی (۱۹۹۴)
- مولن روژ! (۲۰۰۱)
- پخش زنده شنبه شب (۲۰۰۲)
- دکتر هو (۲۰۰۷)
- آبی (۲۰۰۹)
- ایکس فاکتور (۲۰۰۹)
- هولی موتورز (۲۰۱۲)
- سن آندریاس (۲۰۱۵)
- جوان و مشتاق (۲۰۱۵)
- سافاری در حال چرخش (۲۰۱۸)
- بازگشت به اوت‌بک (۲۰۲۱)